# KØN - Gender Museum Denmark
KØN - Gender Museum Denmark (tidligere Kvindemuseet i Danmark) er et dansk museum med fokus på kønnenes kulturhistorie beliggende i det gamle rådhus i Aarhus. Museet er et af de få i verden, der specifikt omhandler  kønsproblematikker, ligestilling, krop og seksualitet. KØN er et statsanerkendt, landsdækkende specialmuseum og har internationalt opnået status som modelmuseum.
KØN indsamler, udforsker og formidler genstande, der fortæller kønnenes kulturhistorie. KØN tilstræber at øge interessen for de forhold, der gælder for kønnene i dag.

## Bygningen
Bygningen, som KØN har haft til huse i siden 1984, blev oprindeligt opført som rådhus for Aarhus Kommune. Den er tegnet af C.G.F. Thielemann i 1857, længe før kvinder fik valgret. Efterfølgende var bygningen politistation 1941-1984. I 1982 blev samlingerne grundlagt, men den første udstilling blev først åbnet i efteråret 1984, da museet havde fået en bygning.
Bygningen er fredet.